# Harpa laser
Format:Onesource

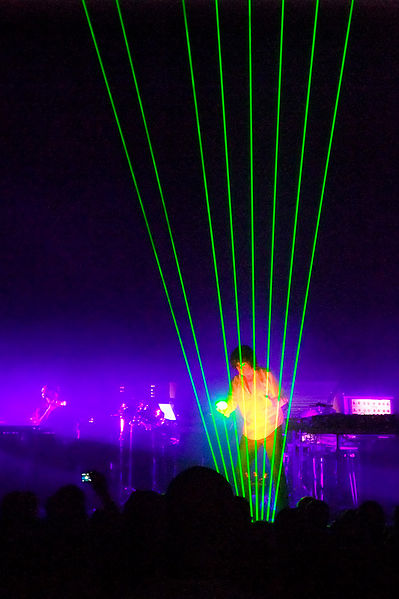
Jean Michel Jarre playing the laser harp

Harpa laser este un instrument muzical electronic compus din mai multe fascicule laser, care trebui să fie acoperite prin analogie cu harpă obișnuită. Ea este renumită cu faptul că se folosește la concertele lui Jean Michel Jarre.
În 2008 Maurizio Carelli, un inginer italian de software și electronică, a inventat o nouă harpă laser portabilă cu raze de două culori, numită "KromaLASER KL-250", cu doar 80-100mW fascicule laser. Acesta a fost un prototip. După această experiență el a elaborat versiunea definitivă și mai puternică ai harpei laser numit "KromaLASER KL-450", dispozitivul care-i dispune de o octavă complet configurabilă cu raze verzi, pentru orice notă diatonică, și cele-i de culoare roșie, pentru orice notă cromatică pentru a completa scala diatonică și cromatică. În a doua jumătate a anului 2010, Maurizio Carelli a inventat, de asemenea, o nouă versiune al dispozitivului, în întregime "plug & play" și independentă la lumina zilei, (cu laser 1W) numită KromaLASER KL-PRO, capabilă de a conduce laserscanners ILDA folosind culoare albastră pentru realizarea primului controller multi-color ai harpei laser: KL-Kontrol, ai care-i numele prototip a fost: KL-ILDA."KL-KONTROL”  en PRO este independent la lumina zilei, senzorul creat de M. Carelli permite de a evita orice perturbări la lumina zilei și / sau lumină puternică proiectată pe senzor."

### Companii
- Kromalaser - Este prima companie europeană care a creat Harpe Laser (incepand cu anul 2008)
- Prolight Laser Harp Controller - First ILDA compliant Full color laser harp controller

### Amator
- Harpa Laser
- Laser Harp of Laser Spectacles
- Guide to creating your own laser harp Arhivat în 28 august 2008, la Wayback Machine.
- Steve Hobley's Arduino powered laser harp project Arhivat în 12 decembrie 2009, la Wayback Machine.
- Custom one-of-a-kind Laser harps created by Mountain Glen Harps
- The Laser Harp Pages Arhivat în 10 decembrie 2011, la Wayback Machine.
- Demonstration of Rune Foshaug's "image recognition" Laser Harp
- Light Harp Industries
- Recent laser harp projects by Blueink Studios Arhivat în 5 noiembrie 2009, la Wayback Machine.